# Glaurocara lucidula
Glaurocara lucidula är en tvåvingeart som beskrevs av Richter 1988. Glaurocara lucidula ingår i släktet Glaurocara och familjen parasitflugor.
Artens utbredningsområde är Sydkorea. Inga underarter finns listade i Catalogue of Life.